# باول كومبتون
باول كومبتون (بالإنجليزية: Paul Compton)‏ هو لاعب كرة قدم ومدرب كرة قدم بريطاني، ولد في 6 يونيو 1961 في Stroud ‏ في المملكة المتحدة. لعب مع نادي ألدرشوت ونادي بورنموث ونادي توركي يونايتد ونادي ويموث ونيوبورت كونتي.